# Stella Artois
Stella Artois [stela artua] je značka belgického piva, ležáku s obsahem alkoholu 5,0 %. Vyrábí ho pivovary americko-belgického koncernu Anheuser-Busch InBev, který je mj. společníkem v Budějovickém měšťanském pivovaru a ke kterému patřil do roku 2009 také pivovar Staropramen.

## Historie
Historie značky Stella Artois začíná roku 1366, ze kterého pocházejí první zmínky o pivovaru v belgické Lovani. Pivovar s názvem Den Hooren 15. června 1717 odkoupil Sebastien Artois, po kterém pivovar zdědili jeho potomci. Samotná značka vznikla v roce 1926, kdy se tradiční vánoční pivo podařilo natolik, že dostalo jméno Stella (latinsky hvězda).
Od dubna 2001 se pivo Stella Artois prodává i v Česku. Od listopadu 2003 se pro český trh začalo licenčně vyrábět v pražském pivovaru Braník. Po jeho uzavření na začátku roku 2007 byla výroba přesunuta do smíchovského Staropramenu. V současné době se značka vyrábí v Maďarsku.

## Image značky
Stella Artois je výrobcem prezentována jako exkluzivní značka. Je definován správný výčepní postup, vyžadující použití zvláštní skleničky na nožičce s papírovou rozetkou na čistý tácek a natočení skleničky logem k zákazníkovi.
Logo obsahuje nápis Stella Artois uvnitř ozdobného rámu s prvky vlámské architektury, nad nápisem je zobrazen roh, symbolizující název pivovaru Den Hooren. Nad rohem je nápis Anno 1366 informující o založení původního lovaňského pivovaru a hvězda, která je symbolem značky. Pod nápisem jsou medaile, které značka získala na soutěžích kvality.

## Stella Artois v Česku
Na českém trhu se Stella prodává v 30- a 20litrových sudech, dále v půllitrové lahvi, třetinkové lahvi a plechovce. K dispozíci je i nealkoholická verze Stelly ve třetinkových lahvích.